# John Bröcheler
John Bröcheler (* 21. Februar 1945 in Vaals) ist ein niederländischer Bariton in Oper und Konzert.

## Leben
Bröcheler wurde in der Provinz Limburg, wenige Kilometer von der deutschen Grenze entfernt, geboren. Sein Vater war Schneider. Die männlichen Mitglieder der Familie Bröcheler galten als ausgesprochen „sangesfreudig“. Bröchelers Onkel war der lange Jahre am Theater Bremen als Helden- und Charakterbariton engagierte Opernsänger Caspar Bröcheler (1912–1971).
Nach seinem Realschulabschluss war Bröcheler, der „vorzeitig“ und „unrühmlich“ die Schule verlassen hatte, in der Produktion eines Industrieunternehmens in Aachen als Fließbandarbeiter tätig. John Bröcheler wurde 1961 Mitglied im Männerchor Het Koninklijk Mannenkoor Cecilia 1837, wo er bereits als 17-Jähriger Solopartien übernahm. Er studierte Gesang am Conservatorium Maastricht bei Leo Ketelaars, der Kunde von Bröchelers Vater war, und Bröcheler nach einem Vorsingen in seine Gesangsklasse aufgenommen hatte, und später in Paris bei Pierre Bernac. 1966 gab er in Utrecht seinen ersten Liederabend. Er errang 1969 den 1. Preis beim Gesangswettbewerb Landelijk Concours van Nederlandse Vocalisten in ’s-Hertogenbosch. Nach seinem Studium erhielt er ein erstes Bühnenengagement in Amsterdam für die Partie des Leonetto in der Suppé-Operette Boccaccio; er entschied sich jedoch zunächst für eine Laufbahn als Konzertsänger und hatte erste Erfolge im Konzertsaal. Im Concertgebouw Amsterdam sang er mit José van Dam in L’enfance du Christ von Berlioz, außerdem gab er, auf Einladung des Dirigenten Rafael Frühbeck de Burgos, erste Gastspiele in Spanien.
1974 wurde er, nach einer telefonischen Anfrage aus Berlin, für die Uraufführung von Henri Pousseurs Die Erprobung des Petros Hebraicus bei den Berliner Festwochen engagiert, ebenso dort im folgenden Jahr für die Uraufführung von Mauricio Kagels Mare Nostrum. Bröcheler galt fortan als Spezialist für die Musik der „Avantgarde“ und gastierte mit modernen Partien in Paris, Avignon und Florenz.
Bröchelers Erfolge im Ausland führten zu einem Engagement bei der Nederlandse Operastichtig, deren Direktion Bröcheler nun in seinem Heimatland als Opernsänger präsentieren wollte. Bröcheler machte sein Debüt als Opernsänger 1973 an De Nederlandse Opera als Sid in Brittens Albert Herring. In einer von Tito Capobianco inszenierten Aufführung von Donizettis Maria Stuarda übernahm er dort an der Seite von Joan Sutherland in der Titelpartie die Rolle von Talbot, mit der die Nederlandse Operastichtig Bröchelers Karriere weiter beförderte. 1984 sang er bei der Nederlandse Operastichtig in Eindhoven den Don Giovanni in einer Inszenierung von Götz Friedrich. Weitere Hauptrollen Bröchelers bei der Nederlandse Operastichtig waren Germont in Verdis La Traviata, Marcello in Puccinis La Bohème und Mandryka in Arabella von Richard Strauss. Diese Rolle übernahm er auch 1984 beim Glyndebourne Festival.
Von 1977 an trat Bröcheler, auf Vermittlung von Tito Capobianco, in den Vereinigten Staaten auf, zuerst an der San Diego Opera, als Ford in Verdis Falstaff, und als Sharpless in Puccinis Madama Butterfly. Capobianco empfahl Bröcheler auch für die Uraufführung von Gian Carlo Menottis La Loca im Juni 1979 in San Diego an der Seite von Beverly Sills in der Titelpartie. Beverly Sills verpflichtete Bröcheler daraufhin für mehrere Spielzeiten an die von ihr geleitete New York City Opera. Er war Verdis Nabucco, mit Grace Bumbry als Abigail, an der Los Angeles Opera und in Toronto. In Hamlet von Ambroise Thomas sang er neben Sutherland als Ophelia.
Nach ersten Konzerten in Stuttgart unter Wolfgang Gönnenwein und Helmuth Rilling begann auch in Deutschland Bröchelers Opernkarriere. Für die Spielzeit 1984/85 wurde er von dem damaligen GMD Michael Gielen für zwanzig Abende (Amfortas, Marcello in La Bohème, Guglielmo, Germont-père) an die Oper Frankfurt verpflichtet. In der Spielzeit 1984/85 wirkte Bröcheler an der Staatsoper Stuttgart unter der musikalischen Leitung von Dennis Russell Davies in der Erstaufführung des vervollständigten Urfassung des König Hirsch von Henze mit, wobei „er die Bedrohlichkeit ...[und]... dunkle Kraft des bösen Statthalters mit stimmlicher Präsenz darzustellen wußte.“ Ein Ausschnitt aus dem dritten Akt wurde später für die Dokumentation Musik in Deutschland 1950–2000 verwendet, mit Julia Conwell als „Das Mädchen“ und Helmut Holzapfel als „Der König“.
1985 sang Bröcheler zum ersten Mal am Teatro alla Scala in Mailand, zunächst den Jochanaan in Salome von Richard Strauss, dann den Orest in Elektra und schließlich in der Saison 1985/86 den Golaud in Debussys Pelléas et Mélisande. In der Spielzeit 1987/88 sang er in Amsterdam in einer Produktion der Nederlandse Operastichting den Jochanaan in einer Salome-Neuinszenierung von Harry Kupfer. 1988 debütierte er als Golaud an der Wiener Staatsoper, wo er später (Februar 2001) auch noch den Mandryka in Arabella sang. In der Spielzeit 1989/90 übernahm er an der Bayerischen Staatsoper München die Titelrolle in einer Neuinszenierung der Oper Dantons Tod, wo er eine „ganz große Abendleistung“ erbrachte, „seinen [...] Bariton scheinbar mühelos in extreme Höhen führte“ und dort ein „blühendes Timbre“ gab. In der Spielzeit 1990/91 gab er an der Bayerischen Staatsoper München, mit „vokalem Adel, intelligenter Texterfassung und dramatischen Engagement“ sein Rollendebüt als Kardinal Borromeo in der Wiederaufnahme der Palestrina-Inszenierung von Filippo Sanjust. Bröcheler gastierte weiters am Opernhaus Bonn (1989, als Wolfram in Tannhäuser), an der Staatsoper Stuttgart (1992–1993) und an der Dresdner Staatsoper (1993). 1995 debütierte er mit der Rolle des Dr. Schön in Lulu bei den Salzburger Festspielen. 1996 war er bei den Salzburger Festspielen als Orest in Elektra zu hören. 1996 sang er in der Berliner Philharmonie unter Claudio Abbado in die Titelrolle in einer konzertanten Aufführung der Oper Wozzeck. Große Erfolge hatte er als Wotan/Wanderer im Amsterdamer Ring-Zyklus in den Jahren 1997/98.
2000 sang er an der Staatsoper Stuttgart in einer Neuinszenierung von Hoffmanns Erzählungen die vier Bösewichter in einer Inszenierung von Joachim Schlömer. 2001 sang er in Amsterdam die Titelrolle in Lear, wo er „ein kaum zu überbietendes Maß an Intensität“ zeigte und „mit vielen vokalen Nuancen eine der besten Lear-Deutungen seit der Uraufführung der Oper 1978“ bot. Im Januar 2002 sang er den Lear an der Dresdner Staatsoper. 2002 trat Bröcheler an De Nederlandse Opera als Dr. Schön in Alban Bergs Lulu neben Anja Silja in der Titelrolle auf. 2003 sang er an der Staatsoper Stuttgart erneut die vier Bösewichter in Hoffmanns Erzählungen. 2003 gastierte er an der Dresdner Staatsoper als Amfortas in Parsifal. Beim Gastspiel der Niederländischen Oper Amsterdam bei den Dresdner Musikfestspielen sang er 2003 den Oberpriester in Alceste. In der Spielzeit 2003/04 sang er an der Staatsoper Dresden wieder den Lear. 2004 gastierte er an der State Opera of South Australia in Adelaide (Australien) als Wotan im Ring-Zyklus.
Bröcheler spielte Schumanns Dichterliebe mit dem Pianisten Tan Crone ein, in einer Aufnahme, die mit dem Preis der deutschen Schallplattenkritik ausgezeichnet wurde.
Nach Beendigung seiner Sängerkarriere führte Bröcheler gemeinsam mit seiner Ehefrau in Epen in der Provinz Limburg ein Bed and Breakfast, Huize Bröcheler, im Ortsteil Eperheide.

## Auszeichnungen
Im Jahr 2005 wurde Bröcheler zum Ridder des Orde van de Nederlandse Leeuw ernannt.